# Erik Öhlund
Erik Öhlund (* 6. srpen 1980, Hökerum) je švédský reprezentant v orientačním běhu a medailista z juniorského mistrovství světa v orientačním běhu z roku 2000 žijící ve švédském městě Hökerum. Jeho největším úspěchem je 8. místo na mistrovství světa v závodě štafet. V současnosti běhá za švédský klub Ulricehamns OK.